# Agyphantes
Agyphantes là một chi nhện trong họ Linyphiidae.